# Grand Prix automobile d'Espagne

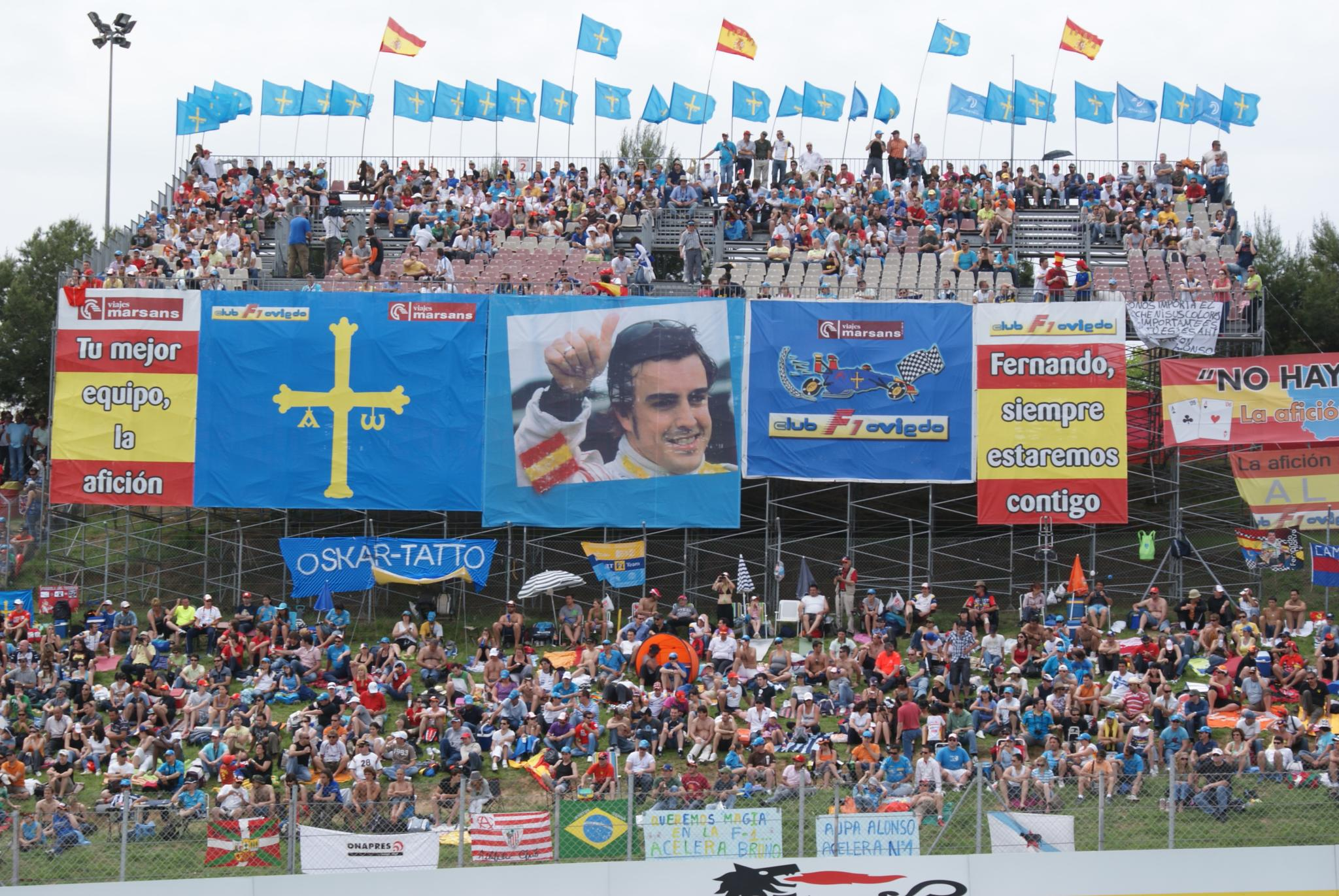
Tribune de supporters de Fernando Alonso, durant l'édition 2009.

Le Grand Prix d'Espagne (Gran Premio de España) est une manche du championnat du monde de Formule 1, courue habituellement sur le circuit de Catalogne, à Montmeló, à 20 kilomètres de Barcelone, en Espagne. À partir de 2026, il se disputera sur un nouveau circuit à Madrid.

## Histoire
Le 26 mai 1912 se dispute le premier Championnat automobile d'Espagne, sur 120 kilomètres. Les tribunes sont alors recouvertes d'un large velum pour lutter contre le soleil, ainsi que le tronçon de piste en contrebas.
Le tout premier Grand Prix d'Espagne de juin 1913 n'a pas été couru selon la formule des grands prix d'aujourd'hui, mais selon les règles des courses de voiture de tourisme, sur un circuit de 300 km se trouvant à Guadarrama, près de Madrid, sur la route de Valladolid par une chaleur écrasante. Les Rolls-Royce de Salamanca et Platford arrivent première et troisième à l'issue du parcours, en présence du roi Alphonse XIII (troisième la Lorraine-Dietrich conduite par le français d'Avaray, quatrième une Panhard et Levassor).
Mais des courses de sport mécanique avaient eu lieu en Espagne avant cela, les éléments les plus importants étant la coupe Catalane de 1908 et 1909, sur les routes de Sitges près de Barcelone. Ces deux événements sont remportés par Jules Goux, établissant ainsi une forte tradition de course en Catalogne, qui a perduré jusqu'à aujourd'hui. L'enthousiasme et l'engouement pour les courses automobiles conduit à la construction d'un circuit permanent à Sitges, en forme ovale et long de 2 km, plus connu sous le nom de Sitges-Terramar, et qui est le théâtre du premier Grand Prix d'Espagne en 1923.
Après cette première course, le circuit se retrouve empêtré dans des difficultés financières, et la principale course automobile d'Espagne est transférée sur le circuit de Lasarte à Lasarte-Oria sur la côte nord. Après la course de 1936, l'Espagne entre dans une guerre civile et les courses cessent. En 1946, les courses reprennent en Espagne avec le Grand Prix de Penya-Rhin sur le circuit de Pedralbes à Barcelone.
L'Espagne ne réintègre pas le calendrier international avant 1951, rejoignant ainsi la liste des courses comptant pour le championnat du monde de Formule 1. En 1955, le terrible accident du Mans a des conséquences concernant la sécurité des spectateurs, et le circuit pédestre de Pedralbes est retiré du calendrier officiel.
Dans les années 1960, l'Espagne fait une tentative pour réintégrer le calendrier officiel du championnat du monde de F1. Le Royal Automobile Club d'Espagne commande un nouveau circuit à Jarama, le circuit de Catalogne est transféré au parc Montjuïc à Barcelone. Une course ne comptant pas pour le championnat du monde de F1 a lieu à Jarama en 1967, course remportée par Jim Clark au volant d'une Lotus.
En 1968, le circuit de Jarama accueille le Grand Prix d'Espagne. À la suite de cette course, il est décidé que le Grand Prix d'Espagne de F1 se déroulerait alternativement sur le circuit de Jarama et celui de Montjuïc.
La course de 1975 est marquée par une tragédie. Il y avait eu des soucis au niveau de la sûreté de la piste durant les tours d'essais, et le double vainqueur Emerson Fittipaldi, se retire au bout d'un seul tour. Au 26e tour, la voiture de Rolf Stommelen fait une sortie de route, tuant quatre spectateurs. La course est arrêtée et la victoire est attribuée à Jochen Mass, bien que la moitié des points seulement soient distribués.
Le Grand Prix d'Espagne 1980 est la victime du Conflit FISA-FOCA. Prise à la gorge par les mesures drastiques de la FISA, la FOCA tente de réagir en menant une sorte de guérilla contre Jean-Marie Balestre. Premier point visé : les briefings organisés avant chaque épreuve par la direction de course, et auxquels les pilotes ont désormais l'obligation d'assister. De leur côté, les écuries FOCA demandent à leurs pilotes de boycotter ces réunions obligatoires. Jean Marie Balestre distribue des amendes aux pilotes absents, mais ceux-ci refusent de payer et récidivent lors de l'épreuve suivante. La FISA monte le ton d'un cran, et menace de suspendre les contrevenants. C'est lors du Grand Prix d'Espagne que la situation arrive à sa limite : les trois constructeurs légalistes refusent de prendre le départ si la quinzaine de pilotes absents aux briefings ne sont pas réellement suspendus. Aucun compromis n'étant trouvé, Renault, Ferrari et Alfa Roméo quittent le circuit, immédiatement suivis par les officiels de la FISA. La course a lieu, uniquement avec les écuries FOCA (la victoire reviendra au pilote australien Alan Jones, sur Williams), mais est aussitôt déclarée illégale par la FISA, et retirée du championnat du monde.
Dans les semaines qui suivent, tout le monde accepte de mettre de l'eau dans son vin, et l'affaire des briefings boycottés et des amendes non réglées est oubliée. Le championnat 1980 peut donc se poursuivre sans nouvelle perturbation.
Le Grand Prix d'Espagne demeure à Jamara jusqu'en 1981, après quoi il est supprimé du calendrier des épreuves. En 1985, la maire de Jerez commande la construction d'un circuit sur le territoire de sa ville afin de promouvoir le tourisme. Cette piste, le circuit permanent de Jerez, est terminé à temps pour le Grand Prix de 1986, grand prix qui a vu une bataille serrée entre Nigel Mansell et Ayrton Senna, dont les voitures terminent côte à côte. Les commissaires attribuèrent la victoire à Senna au bénéfice de 0.014 seconde, l'un des résultats les plus serrés de l'histoire de la F1.

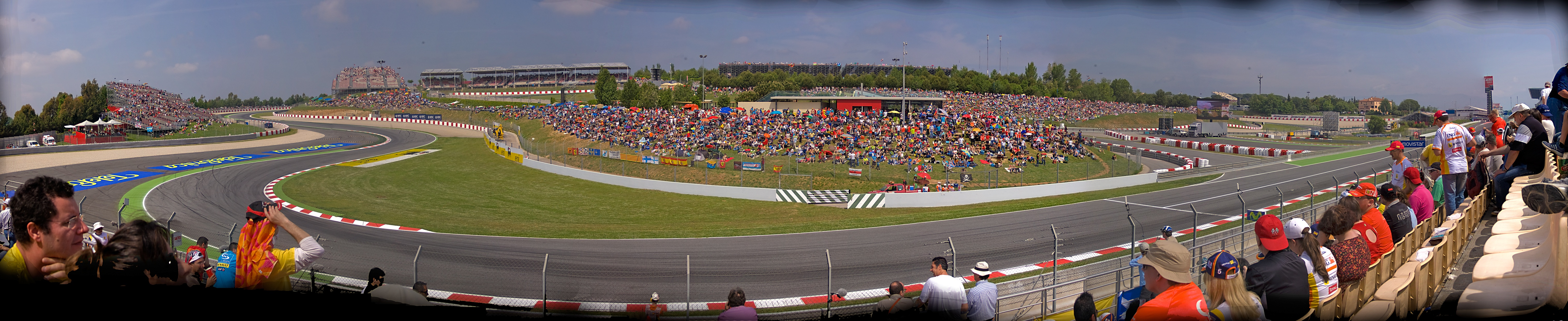
Vue panoramique au freinage du premier virage de Montmeló du circuit de Catalogne, où les F1 courent depuis 1991

Le Grand Prix de 1990 est le dernier couru à Jerez, bien que ce grand prix ait été estampillé « Grand Prix d'Europe » en 1994 et 1997. Durant les essais, la voiture de Martin Donnelly est détruite dans une collision à grande vitesse dans un virage, et Donnelly est grièvement blessé. Les travaux sur le circuit de Catalogne étaient en cours, et en 1991, l'épreuve est déplacée sur ce circuit, lieu où elle se déroule toujours.
Avec sa ligne droite de 1 200 m, la plus longue du championnat, des appuis élevés sont donc nécessaires aux monoplaces. Les dépassements sont difficiles, ce qui rend souvent la course monotone et favorise les pilotes bien placés aux essais. Après une légère modification en 2021 (resurfaçage du virage no 10 transformé en courbe rapide), la chicane des virages no 14 et 15 avant la ligne droite des stands est supprimée ; le tracé retrouve ainsi son développement antérieur à 2007, qui correspond à celui du Grand Prix moto de Catalogne.
À partir de 2026, le Grand Prix d'Espagne aura lieu sur un nouveau circuit, à Madrid tracé autour du centre d'expositions IFEMA proche de l'aéroport de Barajas. Il est prévu pour être semi-permanent, c'est-à-dire avec des portions de piste et d'autres empruntant des sections urbaines, pour vingt virages sur 5,47 km. L'accord avec la Formule 1 s'étend jusqu'en 2035.

## Les différents circuits utilisés

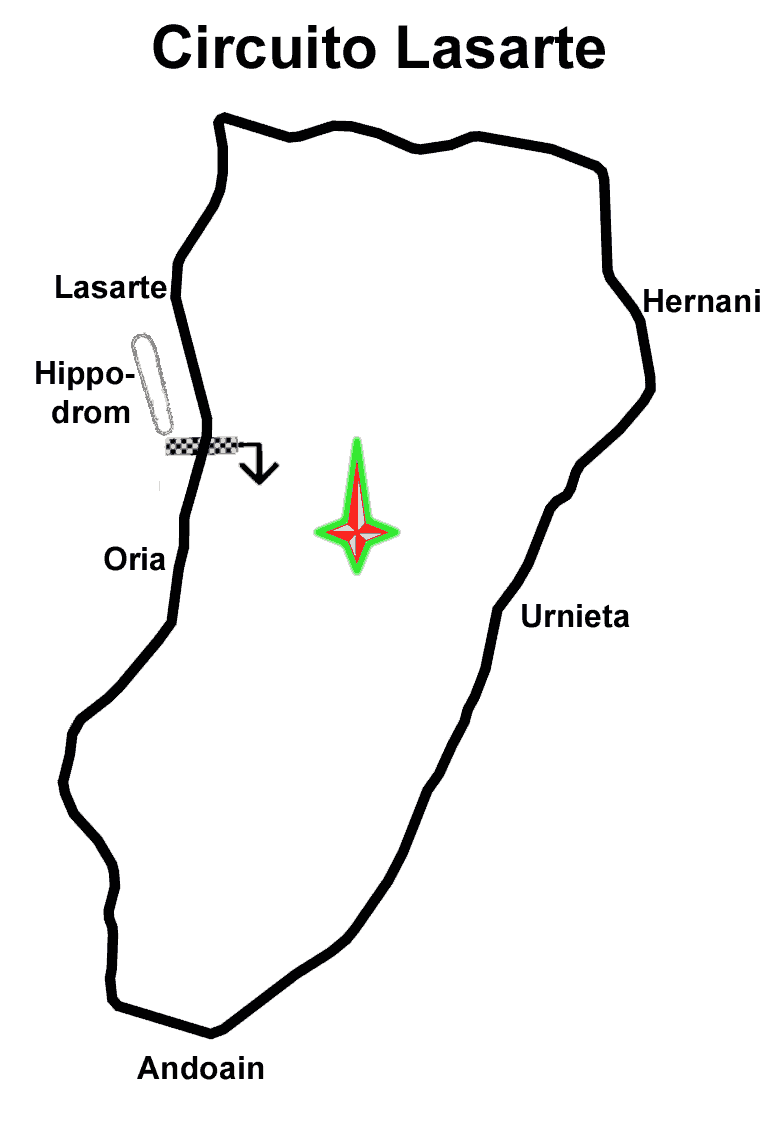
Lasarte (1926-1935)
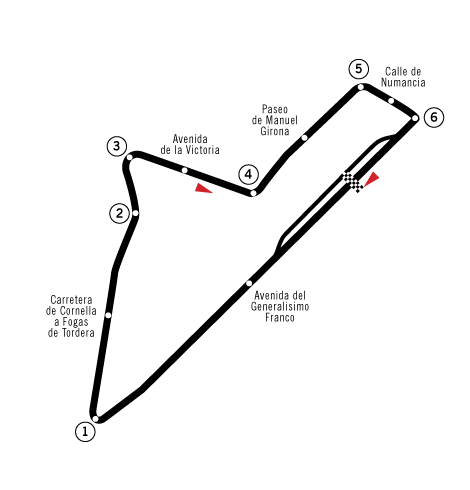
Pedralbes (1951 et 1954)
Jarama (entre 1967 et 1981)
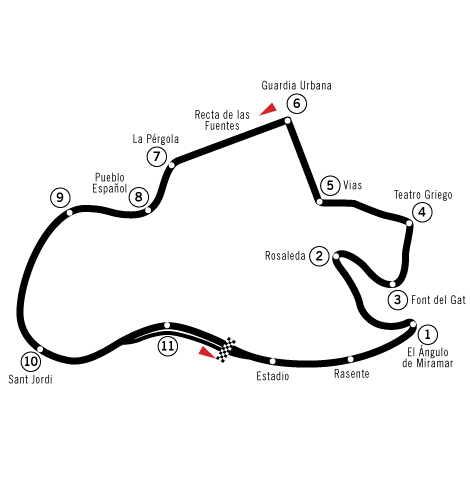
Montjuïc (entre 1969 et 1975)
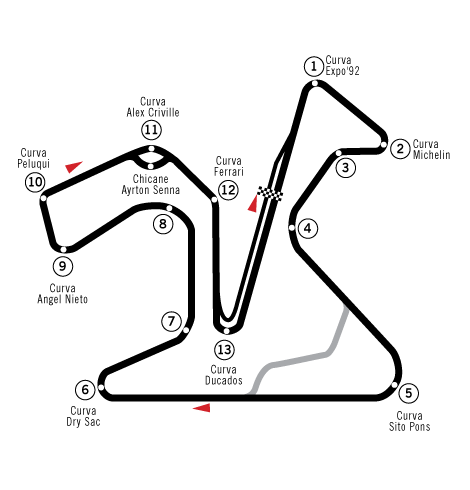
Jerez (1986-1990)
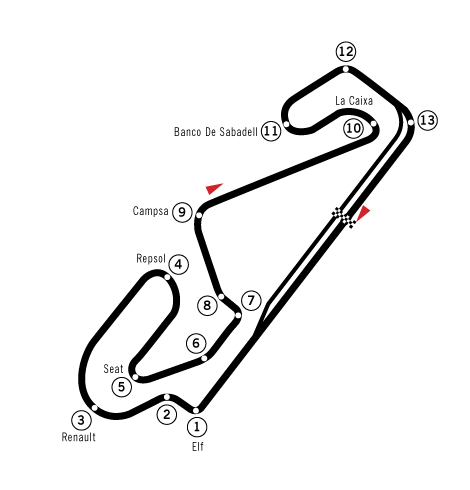
Catalogne (1991-2006 ; 2023-2025)
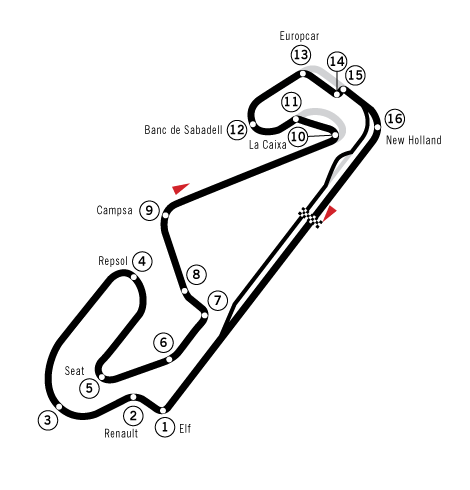
Catalogne modifié (2007-2020)
Catalogne modifié (2021-2022)

### Records du circuit de Pedralbes
- Record du tour en course : Juan Manuel Fangio en 2 min 16 s 93 (1951, Alfa Romeo)
- Record de la pole position : Alberto Ascari en 2 min 10 s 59 (1951, Ferrari)

### Records du circuit de Catalogne
- Record du tour en course : Giancarlo Fisichella en 1 min 15 s 641 (2005, Renault)
- Record de la piste : Lando Norris : 1 min 11 s 383 (2024, Mclaren)

## Faits marquants
- GP d'Espagne 1951 : lors de la dernière course de la saison, disputée sur le circuit de Pedralbes, Juan Manuel Fangio s'impose et remporte son premier titre de champion du monde.
- GP d'Espagne 1969 : l'édition est marquée par de nombreux abandons en course. Les pilotes Team Lotus Graham Hill et Jochen Rindt sont accidentés au même endroit à quelques secondes d'intervalle à cause de la rupture de leurs ailerons arrière, montés trop haut. Chris Amon semble alors parti pour s'imposer avant d'abandonner à son tour, la victoire revient à Jackie Stewart. Après cette course, les ailerons arrière sont fortement rabaissés.
- GP d'Espagne 1974 : dans des conditions climatiques changeantes, Niki Lauda remporte sa première victoire en Formule 1, la première de Ferrari depuis deux ans.
- GP d'Espagne 1975 : la dernière course disputée à Montjuic est endeuillée par la mort de cinq spectateurs après l'accident de Rolf Stommelen. Jochen Mass remporte son unique victoire tandis que Lella Lombardi devient la première femme à marquer en Formule 1 (0,5 point).
- GP d'Espagne 1976 : James Hunt remporte sa première victoire avec McLaren Racing mais est disqualifié après la course pour cause de monoplace non-conforme. Son écurie fait appel et Hunt récupère sa victoire après quelques mois.
- GP d'Espagne 1980 : la course est disputée hors-championnat à cause du conflit FISA-FOCA. Les écuries Ferrari, Renault F1 Team et Alfa Romeo renoncent à participer à la course, remportée par Alan Jones.
- GP d'Espagne 1981 : malgré sa remontée de la douzième à la deuxième place, Jacques Laffite ne réussit pas à dépasser la Ferrari de Gilles Villeneuve, plus rapide en ligne droite grâce à son moteur turbocompressé. Villeneuve remporte sa sixième et dernière victoire en Formule 1.
- GP d'Espagne 1986 : Ayrton Senna s'impose au sprint devant Nigel Mansell avec un centième de seconde d'avance : c'est une des arrivées les plus serrées de l'histoire de la Formule 1.
- GP d'Espagne 1991 : cinq ans après leur sprint final à Jerez, Ayrton Senna et Nigel Mansell se livrent un nouveau duel en Espagne. Ils restent côte-à-côte pendant toute la longue ligne droite du nouveau circuit de Barcelone ; Mansell prend l'avantage sur Senna et remporte la course.
- GP d'Espagne 1994 : Michael Schumacher subit sa première défaite depuis le début du championnat ; Damon Hill remporte la première victoire de l'écurie Williams F1 Team depuis l'accident mortel d'Ayrton Senna.
- GP d'Espagne 1996 : sous une pluie battante, Michael Schumacher remporte sa première victoire pour Ferrari.
- GP d'Espagne 2001 : Mika Häkkinen entame le dernier tour de la course en tête avec une large avance sur Michael Schumacher quand sa McLaren-Mercedes se met à tourner au ralenti avant de s'arrêter à cause d'un problème d'embrayage, offrant la victoire à Schumacher.
- GP d'Espagne 2006 : le champion du monde Fernando Alonso réalise la pole position et devient le premier Espagnol s'imposer à domicile
- GP d'Espagne 2012 : pour les 70 ans de Frank Williams, Pastor Maldonado, parti en pole position, remporte la course et obtient la première victoire d'une Williams F1 Team depuis le Grand Prix du Brésil 2004. La fête est cependant gâchée par un incendie qui ravage les stands de l'écurie le soir même de la course.
- GP d'Espagne 2016 : Lewis Hamilton part en pole position devant son coéquipier Nico Rosberg qui prend la tête au premier virage. Les deux pilotes Mercedes s'accrochent quelques secondes plus tard entre les virages 3 et 4 et abandonnent. Max Verstappen, qui dispute son premier Grand Prix avec Red Bull Racing, s'impose et devient, à 18 ans et 7 mois, le plus jeune vainqueur de l'histoire de la Formule 1.

## Palmarès

### Par année
À noter la victoire de:
- Graham Hill en 1968 et de son fils Damon Hill en 1994.
- Gilles Villeneuve en 1981 et de son fils Jacques Villeneuve en 1997.

Les événements qui ne faisaient pas partie du championnat du monde de Formule 1 sont indiqués par un fond rose ; les évènements qui faisaient partie du championnat d'Europe des pilotes avant guerre sont indiqués par un fond jaune.
| Année     | Vainqueur           | Écurie                 | Circuit         | Résultats |
| --------- | ------------------- | ---------------------- | --------------- | --------- |
| 1913      | Carlos de Salamanca | Rolls Royce (Tourisme) | Guadarrama      | Résultats |
| 1914-1922 | Non couru           | Non couru              | Non couru       | Non couru |
| 1923      | Albert Divo         | Sunbeam                | Sitges-Terramar | Résultats |
| 1924-1925 | Non couru           | Non couru              | Non couru       | Non couru |
| 1926      | Meo Costantini      | Bugatti                | Lasarte         | Résultats |
| 1927      | Robert Benoist      | Delage                 | Lasarte         | Résultats |
| 1928      | Louis Chiron        | Bugatti (Sport)        | Lasarte         | Résultats |
| 1929      | Louis Rigal,        | Alfa Romeo             | Lasarte         | Résultats |
| 1930      | Achille Varzi       | Maserati               | Lasarte         | Résultats |
| 1931-1932 | Non couru           | Non couru              | Non couru       | Non couru |
| 1933      | Louis Chiron        | Alfa Romeo             | Lasarte         | Résultats |
| 1934      | Luigi Fagioli       | Mercedes               | Lasarte         | Résultats |
| 1935      | Rudolf Caracciola   | Mercedes               | Lasarte         | Résultats |
| 1936-1950 | Non couru           | Non couru              | Non couru       | Non couru |
| 1951      | Juan Manuel Fangio  | Alfa Romeo             | Pedralbes       | Résultats |
| 1952-1953 | Non couru           | Non couru              | Non couru       | Non couru |
| 1954      | Mike Hawthorn       | Ferrari                | Pedralbes       | Résultats |
| 1955-1966 | Non couru           | Non couru              | Non couru       | Non couru |
| 1967      | Jim Clark           | Lotus-Ford             | Jarama          | Résultats |
| 1968      | Graham Hill         | Lotus-Ford             | Jarama          | Résultats |
| 1969      | Jackie Stewart      | Matra-Ford             | Montjuïc        | Résultats |
| 1970      | Jackie Stewart      | March-Ford             | Jarama          | Résultats |
| 1971      | Jackie Stewart      | Tyrrell-Ford           | Montjuïc        | Résultats |
| 1972      | Emerson Fittipaldi  | Lotus-Ford             | Jarama          | Résultats |
| 1973      | Emerson Fittipaldi  | Lotus-Ford             | Montjuïc        | Résultats |
| 1974      | Niki Lauda          | Ferrari                | Jarama          | Résultats |
| 1975      | Jochen Mass         | McLaren-Ford           | Montjuïc        | Résultats |
| 1976      | James Hunt          | McLaren-Ford           | Jarama          | Résultats |
| 1977      | Mario Andretti      | Lotus-Ford             | Jarama          | Résultats |
| 1978      | Mario Andretti      | Lotus-Ford             | Jarama          | Résultats |
| 1979      | Patrick Depailler   | Ligier-Ford            | Jarama          | Résultats |
| 1980      | Alan Jones          | Williams-Ford          | Jarama          | Résultats |
| 1981      | Gilles Villeneuve   | Ferrari                | Jarama          | Résultats |
| 1982-1985 | Non couru           | Non couru              | Non couru       | Non couru |
| 1986      | Ayrton Senna        | Lotus-Renault          | Jerez           | Résultats |
| 1987      | Nigel Mansell       | Williams-Honda         | Jerez           | Résultats |
| 1988      | Alain Prost         | McLaren-Honda          | Jerez           | Résultats |
| 1989      | Ayrton Senna        | McLaren-Honda          | Jerez           | Résultats |
| 1990      | Alain Prost         | Ferrari                | Jerez           | Résultats |
| 1991      | Nigel Mansell       | Williams-Renault       | Barcelone       | Résultats |
| 1992      | Nigel Mansell       | Williams-Renault       | Barcelone       | Résultats |
| 1993      | Alain Prost         | Williams-Renault       | Barcelone       | Résultats |
| 1994      | Damon Hill          | Williams-Renault       | Barcelone       | Résultats |
| 1995      | Michael Schumacher  | Benetton-Renault       | Barcelone       | Résultats |
| 1996      | Michael Schumacher  | Ferrari                | Barcelone       | Résultats |
| 1997      | Jacques Villeneuve  | Williams-Renault       | Barcelone       | Résultats |
| 1998      | Mika Häkkinen       | McLaren-Mercedes       | Barcelone       | Résultats |
| 1999      | Mika Häkkinen       | McLaren-Mercedes       | Barcelone       | Résultats |
| 2000      | Mika Häkkinen       | McLaren-Mercedes       | Barcelone       | Résultats |
| 2001      | Michael Schumacher  | Ferrari                | Barcelone       | Résultats |
| 2002      | Michael Schumacher  | Ferrari                | Barcelone       | Résultats |
| 2003      | Michael Schumacher  | Ferrari                | Barcelone       | Résultats |
| 2004      | Michael Schumacher  | Ferrari                | Barcelone       | Résultats |
| 2005      | Kimi Räikkönen      | McLaren-Mercedes       | Barcelone       | Résultats |
| 2006      | Fernando Alonso     | Renault                | Barcelone       | Résultats |
| 2007      | Felipe Massa        | Ferrari                | Barcelone       | Résultats |
| 2008      | Kimi Räikkönen      | Ferrari                | Barcelone       | Résultats |
| 2009      | Jenson Button       | Brawn-Mercedes         | Barcelone       | Résultats |
| 2010      | Mark Webber         | Red Bull-Renault       | Barcelone       | Résultats |
| 2011      | Sebastian Vettel    | Red Bull-Renault       | Barcelone       | Résultats |
| 2012      | Pastor Maldonado    | Williams-Renault       | Barcelone       | Résultats |
| 2013      | Fernando Alonso     | Ferrari                | Barcelone       | Résultats |
| 2014      | Lewis Hamilton      | Mercedes               | Barcelone       | Résultats |
| 2015      | Nico Rosberg        | Mercedes               | Barcelone       | Résultats |
| 2016      | Max Verstappen      | Red Bull-TAG Heuer     | Barcelone       | Résultats |
| 2017      | Lewis Hamilton      | Mercedes               | Barcelone       | Résultats |
| 2018      | Lewis Hamilton      | Mercedes               | Barcelone       | Résultats |
| 2019      | Lewis Hamilton      | Mercedes               | Barcelone       | Résultats |
| 2020      | Lewis Hamilton      | Mercedes               | Barcelone       | Résultats |
| 2021      | Lewis Hamilton      | Mercedes               | Barcelone       | Résultats |
| 2022      | Max Verstappen      | Red Bull               | Barcelone       | Résultats |
| 2023      | Max Verstappen      | Red Bull-Honda RBPT    | Barcelone       | Résultats |
| 2024      | Max Verstappen      | Red Bull-Honda RBPT    | Barcelone       | Résultats |
| 2025      | Oscar Piastri       | McLaren-Mercedes       | Barcelone       | Résultats |

### Classement des pilotes par nombre de victoires
Un fond rose indique un événement qui ne faisait pas partie du Championnat du monde de Formule 1. Un fond jaune indique un événement qui faisait partie du championnat d'Europe d'avant la Seconde Guerre mondiale.
| Nombre de victoires                                        | Pilote             | Années                                    |
| ---------------------------------------------------------- | ------------------ | ----------------------------------------- |
| 6 victoires                                                | Michael Schumacher | - 1995 - 1996 - 2001 - 2002 - 2003 - 2004 |
| 6 victoires                                                | Lewis Hamilton     | - 2014 - 2017 - 2018 - 2019 - 2020 - 2021 |
| 4 victoires                                                | Max Verstappen     | - 2016 - 2022 - 2023 - 2024               |
| 3 victoires                                                | Louis Chiron       | - 1928 - 1929 - 1933                      |
| 3 victoires                                                | Jackie Stewart     | - 1969 - 1970 - 1971                      |
| 3 victoires                                                | Nigel Mansell      | - 1987 - 1991 - 1992                      |
| 3 victoires                                                | Alain Prost        | - 1988 - 1990 - 1993                      |
| 3 victoires                                                | Mika Häkkinen      | - 1998 - 1999 - 2000                      |
| 2 victoires                                                | Emerson Fittipaldi | - 1972 - 1973                             |
| 2 victoires                                                | Mario Andretti     | - 1977 - 1978                             |
| 2 victoires                                                | Kimi Räikkönen     | - 2005 - 2008                             |
| 2 victoires                                                | Fernando Alonso    | - 2006 - 2013                             |
| Mise à jour après le Grand Prix automobile d'Espagne 2024. |                    |                                           |

| Pos. | Nations     | Victoires |
| ---- | ----------- | --------- |
| 1er  | Royaume-Uni | 17        |
| 2e   | Allemagne   | 10        |
| 3e   | France      | 7         |
| 4e   | Brésil      | 5         |
| 4e   | Finlande    | 5         |
| 6e   | Pays-Bas    | 4         |
| 7e   | Monaco      | 3         |
| 7e   | Italie      | 3         |
| 7e   | Espagne     | 3         |
| 10e  | Australie   | 3         |
| 11e  | Canada      | 2         |

### Classement des constructeurs par nombre de victoires
| Nombre de victoires | Écurie     | Années                                                                              |
| ------------------- | ---------- | ----------------------------------------------------------------------------------- |
| 12 victoires        | Ferrari    | - 1954 - 1974 - 1981 - 1990 - 1996 - 2001 - 2002 - 2003 - 2004 - 2007 - 2008 - 2013 |
| 9 victoires         | Mercedes   | - 1934 - 1935 - 2014 - 2015 - 2017 - 2018 - 2019 - 2020 - 2021                      |
| 9 victoires         | McLaren    | - 1975 - 1976 - 1988 - 1989 - 1998 - 1999 - 2000 - 2005 - 2025                      |
| 8 victoires         | Williams   | - 1980 - 1987 - 1991 - 1992 - 1993 - 1994 - 1997 - 2012                             |
| 7 victoires         | Lotus      | - 1967 - 1968 - 1972 - 1973 - 1977 - 1978 - 1986                                    |
| 6 victoires         | Red Bull   | - 2010 - 2011 - 2016 - 2022 - 2023 - 2024                                           |
| 3 victoires         | Bugatti    | - 1926 - 1928 - 1929                                                                |
| 2 victoires         | Alfa Romeo | - 1933 - 1951                                                                       |

| Pos. | Nations     | Victoires |
| ---- | ----------- | --------- |
| 1er  | Royaume-Uni | 29        |
| 2e   | Italie      | 15        |
| 3e   | Allemagne   | 8         |
| 4e   | France      | 6         |
| 4e   | Autriche    | 6         |